# Cameron, Kern County, California
Cameron este o comunitate fără personalitate juridică în Munții Tehachapi, comitatul Kern, California, SUA.  Ea este situată pe calea ferată la 9 mile (14 km) sud-est de Tehachapi, la o altitudine de 3802 picioare (1159 m).
Comunitatea este denumită în 1923 după colonistul  George W. Cameron.